# Piet Allegaert
Piet Allegaert (* 20. Januar 1995 in Moorslede) ist ein belgischer Radrennfahrer.

## Sportlicher Werdegang
Nach dem Wechsel in die U23 startete Allegaert zunächst für den belgischen Verein EFC-L&R-Vulsteke. 2016 wurde er als Stagiaire für das Team Trek-Segafredo eingesetzt, jedoch kam es nicht zu einem Anschlussvertrag. Dafür wurde er zur Saison 2017 Mitglied bei Topsport Vlaanderen-Baloise. In den drei Jahren mit dem Team erzielte er bei der Tour de l’Eurométropole 2017 seinen bisher einzigen internationalen Erfolg.
Zur Saison 2020 wechselte Allegaert zum UCI WorldTeam Cofidis. 2021 nahm er mit der Vuelta a España erstmals an einer Grand Tour teil und beendete fünf Etappen unter den Top 10. Sein bisher bestes Ergebnis bei Cofidis war der zweite Platz bei Tro Bro Leon 2021.

## Erfolge
2017
- Bergwertung Driedaagse Brugge-De Panne

2019
- Tour de l’Eurométropole

## Grand-Tour-Platzierungen
| Grand Tour            | 2021 | 2022 | 2023 | 2024 |
| --------------------- | ---- | ---- | ---- | ---- |
| Giro d’ItaliaGiro     | –    | –    | –    | –    |
| Tour de FranceTour    | –    | –    | –    | 114  |
| Vuelta a EspañaVuelta | 123  | –    | –    | –    |